# 黄浦路
31°14′49″N 121°29′20″E / 31.24692°N 121.48898°E
黄浦路，是中国上海市虹口区南部的一条街道，东西走向，西起大名路，东至青浦路。长456米，宽11.5米到22米。

## 沿革
黄浦路由上海公共租界工部局修筑于19世纪中叶，因位于黄浦江北岸而得名。黄浦路沿路原为各国驻沪领事馆集中分布区，20号为俄罗斯驻上海总领事馆，106号为原日本国驻上海总领事馆，80号为德国领事馆旧址，第一次世界大战前，美国领事馆也设于此路。15号浦江饭店原为礼查饭店。此外有仓库、国际海员俱乐部等。

## 现有建筑

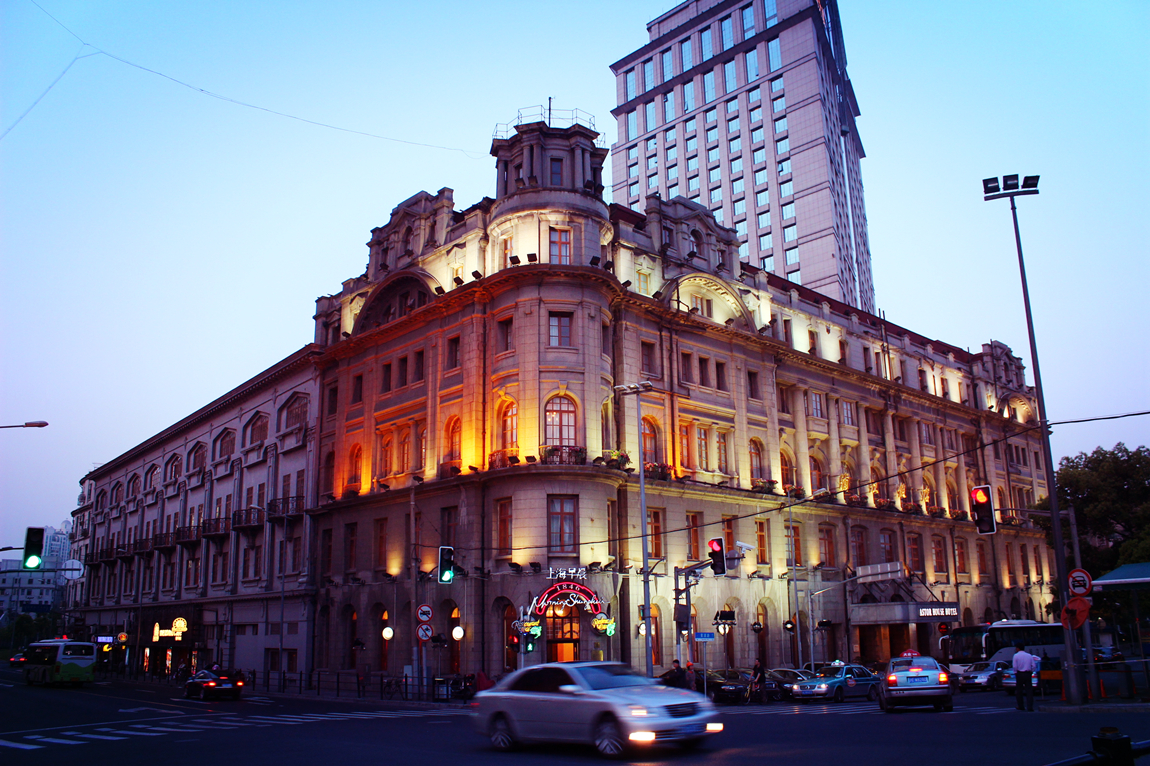
浦江饭店及黄浦路

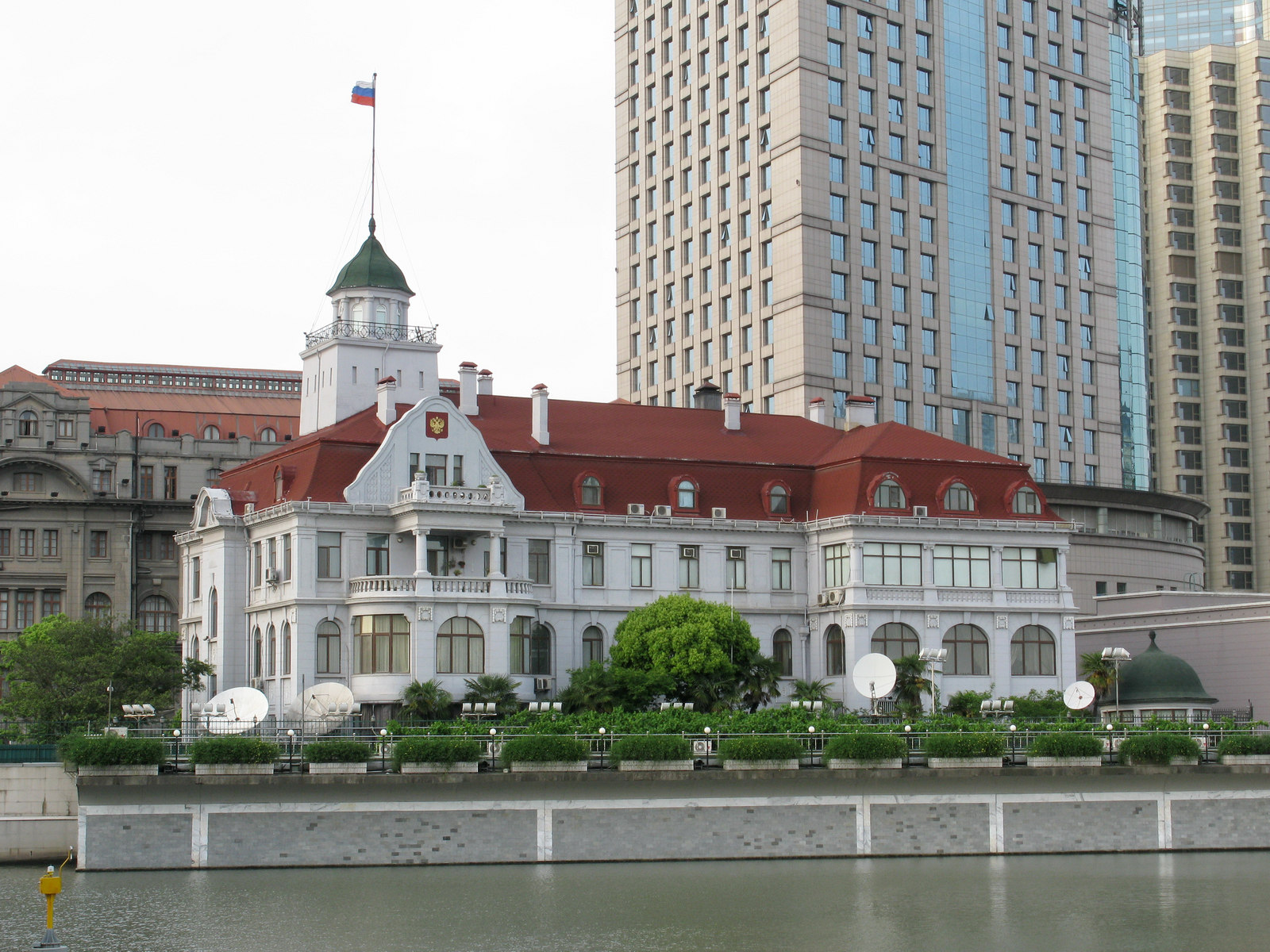
俄罗斯联邦驻上海总领事馆后侧北门即黄浦路

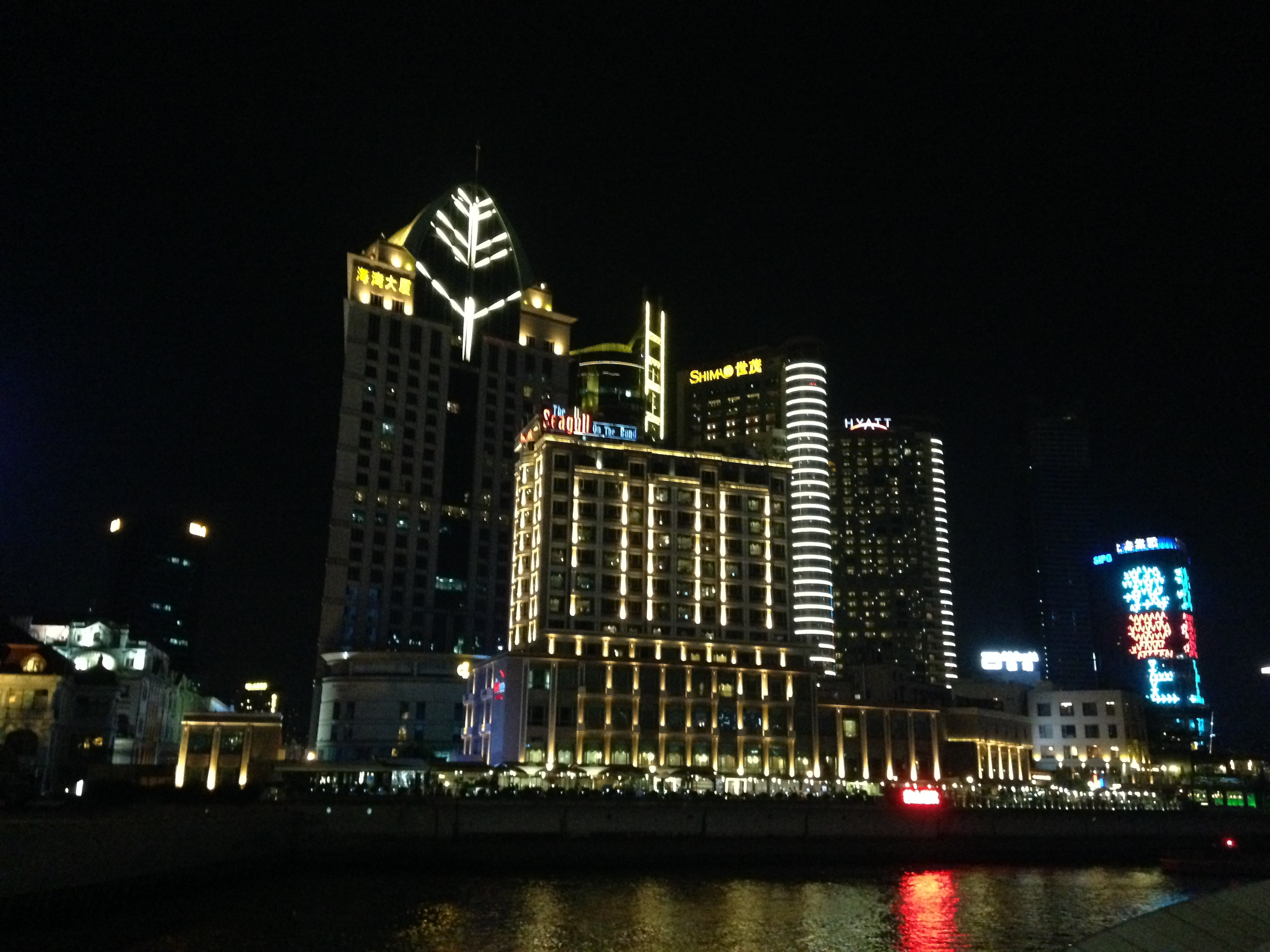
黄浦路上的海湾大厦和世茂大厦建筑

自西向东走：
- 外滩隧道
- 礼查饭店旧址（路北）
- 浦江饭店（中国证券博物馆，路北）
- 俄罗斯联邦驻上海总领事馆（路南）
- 上海外滩海湾大厦酒店（路北）
- 海鸥国际会议中心（路南）
- 海鸥富巢酒店（路南）
- 黄埔路码头（南）
- 上海滩国际大厦（北）
- 上海港公安局（南）
- 上海外滩茂悦大酒店（北）
- 上海凯莲商务楼（南）
- 黄浦大楼（东）